# Чарльз Скіннер
Чарльз Скіннер — це геолог, який очолює групу розвідки алмазів фірми Де Бірс.